# Chilibre
Chilibre – miasto w Panamie w prowincji Panama, w którym rozwinął się głównie przemysł spożywczy i włókienniczy.